# Edward Mansel, 1. Baronet
Sir Edward Mansel, 1. Baronet († 19. Februar 1720) war ein britischer Adliger. 
Edward Mansel entstammte einer Seitenlinie der walisischen Familie Mansel. Er war der einzige Sohn von Henry Mansel und Frances Stepney und damit ein Urenkel von Sir Francis Mansel, 1. Baronet (of Muddlescombe). 1683 wurde er am Lincoln’s Inn als Anwalt zugelassen. Er heiratete die bereits verwitwete Dorothy Vaughan, eine Tochter von Philip Vaughan. Seine Frau wurde nach dem kinderlosen Tod ihres Bruders Edward Vaughan 1683 dessen alleinige Erbin und erbte so Grundbesitz bei Trimsaran im südwalisischen Carmarthenshire. In Trimsaran ließ Mansel als Wohnsitz das später wieder abgerissene Herrenhaus Plas Trimsaran errichten. 1689 diente Mansel als Sheriff von Carmarthenshire. Am 22. Februar 1697 wurde ihm der Titel Baronet, of Trimsaran in the County of Carmarthen, verliehen.
Mit seiner Frau Dorothy hatte er elf Kinder. Seinen Titel erbte sein ältester Sohn Edward.